# Mundopa campbelli
Mundopa campbelli är en insektsart som beskrevs av William Lucas Distant 1916. Mundopa campbelli ingår i släktet Mundopa och familjen kilstritar. Inga underarter finns listade i Catalogue of Life.